# Expo Square Pavilion
Expo Square Pavilion, kallas oftast bara The Pavilion, tidigare Tulsa Fairgrounds Pavilion, är en inomhusarena som ligger på mässområdet Tulsa State Fairgrounds i Tulsa, Oklahoma i USA. Den invigdes 1932. Inomhusarenan har en publikkapacitet på fler än 4 200 åskådare. Pavilion har haft bland annat ishockeylagen Tulsa Oilers (1983–1984) och Tulsa Crude (2001–2002) som hyresgäster.